# Til-Châtel
Pour les articles homonymes, voir Chatel.
Til-Châtel est une commune française située dans le département de la Côte-d'Or en région Bourgogne-Franche-Comté.

## Géographie
Cette commune est située à la confluence de l'Ignon et de la Tille.

### Lieux-dits et écarts
- Fontenotte,
- la Maladière,
- les Terrières,
- Moulin de Rougemont.

### Toponymie
Le nom du village a changé de nombreuses fois en fonction des différents transcripteurs:Tricastellum, Trichastel, Thilicastrum, Thyle castrum, Tilensis Finis, Thil, Thilchastel, Thilecastrum, Thile Chasteau, Thilcastel sur la Carte de Cassini au XVIIIe siècle, et enfin la dénomination actuelle  Til-Châtel au XIXe siècle.

### Hydrographie
La commune est située sur la rive droite de La Tille, rivière qui est un affluent de La Saône. La rivière L'Ignon se jette dans la Tille à l'ouest du village. Une partie de ses eaux passe, via un bief, juste au milieu de la commune et va se jeter dans la Tille au nord-est.

### Climat
Pour des articles plus généraux, voir Climat de la Bourgogne-Franche-Comté et Climat de la Côte-d'Or.
En 2010, le climat de la commune est de type climat océanique dégradé des plaines du Centre et du Nord, selon une étude du Centre national de la recherche scientifique s'appuyant sur une série de données couvrant la période 1971-2000. En 2020, Météo-France publie une typologie des climats de la France métropolitaine dans laquelle la commune est exposée à un climat océanique altéré et est dans une zone de transition entre les régions climatiques « Lorraine, plateau de Langres, Morvan » et « Bourgogne, vallée de la Saône ». 
Pour la période 1971-2000, la température annuelle moyenne est de 10,3 °C, avec une amplitude thermique annuelle de 17,3 °C. Le cumul annuel moyen de précipitations est de 833 mm, avec 11,7 jours de précipitations en janvier et 8,2 jours en juillet. Pour la période 1991-2020, la température moyenne annuelle observée sur la station météorologique de Météo-France la plus proche, « Dijon Toison », sur la commune de Dijon à 24 km à vol d'oiseau, est de 11,5 °C et le cumul annuel moyen de précipitations est de 771,8 mm,. Pour l'avenir, les paramètres climatiques de la commune estimés pour 2050 selon différents scénarios d'émission de gaz à effet de serre sont consultables sur un site dédié publié par Météo-France en novembre 2022.

## Urbanisme

### Voies de communication
Le terroir de la commune est traversé à l'est, du nord au sud, par l'Autoroute A31 (A31). Le péage de Til-châtel, sortie no 5, se trouve à 1 km au nord-est.

### Typologie
Au 1er janvier 2024, Til-Châtel est catégorisée bourg rural, selon la nouvelle grille communale de densité à 7 niveaux définie par l'Insee en 2022.
Elle est située hors unité urbaine. Par ailleurs la commune fait partie de l'aire d'attraction de Dijon, dont elle est une commune de la couronne,. Cette aire, qui regroupe 333 communes, est catégorisée dans les aires de 200 000 à moins de 700 000 habitants,.

### Occupation des sols
L'occupation des sols de la commune, telle qu'elle ressort de la base de données européenne d’occupation biophysique des sols Corine Land Cover (CLC), est marquée par l'importance des territoires agricoles (82,7 % en 2018), une proportion sensiblement équivalente à celle de 1990 (83,3 %). La répartition détaillée en 2018 est la suivante :
terres arables (76,2 %), forêts (8,6 %), prairies (4,1 %), milieux à végétation arbustive et/ou herbacée (3,5 %), zones urbanisées (3,1 %), zones agricoles hétérogènes (2,4 %), zones industrielles ou commerciales et réseaux de communication (1 %), espaces verts artificialisés, non agricoles (1 %), eaux continentales (0,1 %). L'évolution de l’occupation des sols de la commune et de ses infrastructures peut être observée sur les différentes représentations cartographiques du territoire : la carte de Cassini (XVIIIe siècle), la carte d'état-major (1820-1866) et les cartes ou photos aériennes de l'IGN pour la période actuelle (1950 à aujourd'hui).

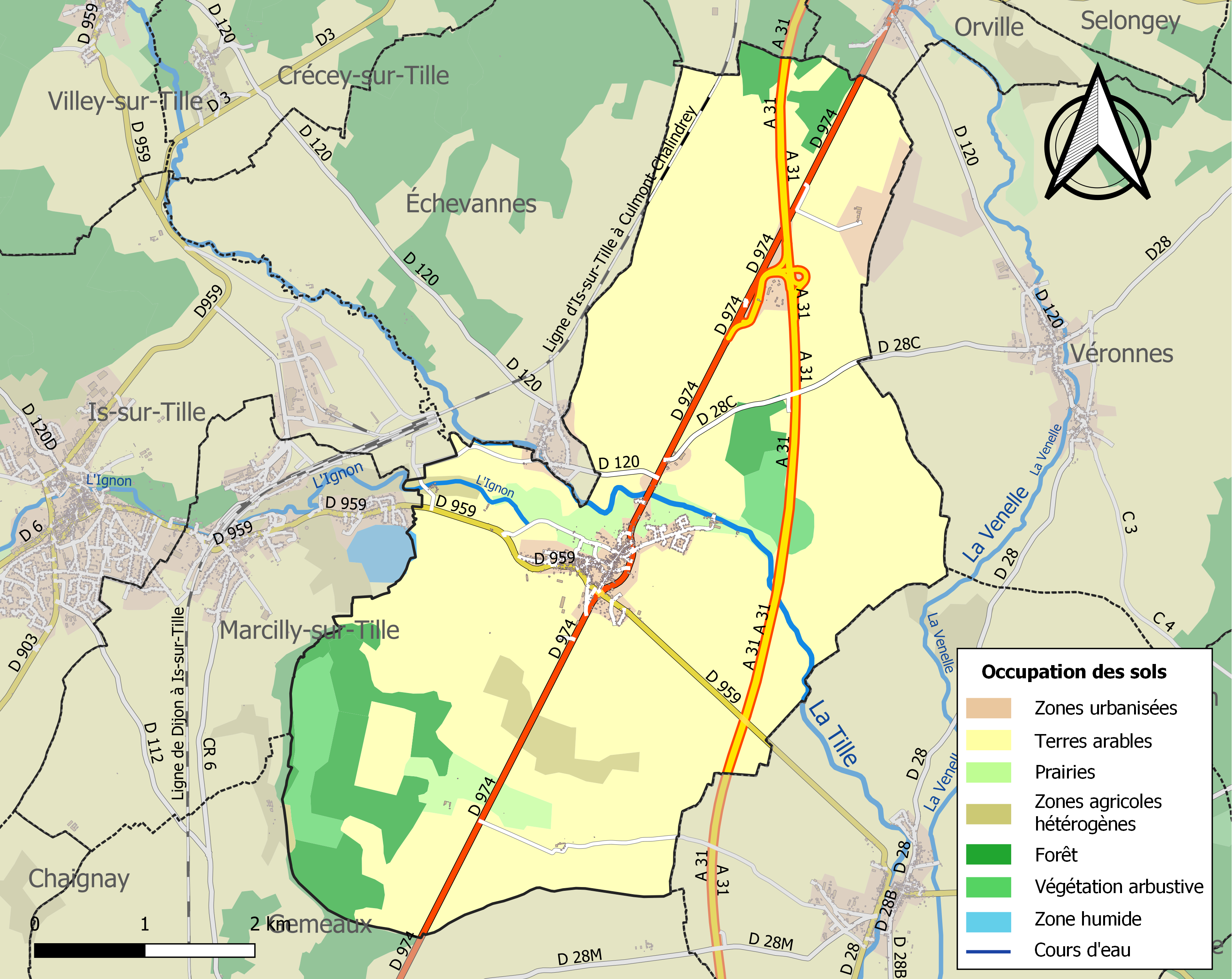
Carte des infrastructures et de l'occupation des sols de la commune en 2018 (CLC).

## Histoire

### Lingons
Til-Châtel était sans doute l'ancienne Tilena connue par la Table de Peutinger, une station routière qui a donné naissance à une agglomération gallo-romaine. Le site est cependant encore mal connu, mais la quantité des trouvailles archéologiques anciennes montre son importance et permet de distinguer les différentes fonctions de l'agglomération : des découvertes réalisées entre 1861 et 1890 indiquent l'existence d'un site fortifié, d'un sanctuaire, d'un artisanat et d'une nécropole antique. Le site a également eu une fonction militaire à partir de la fin de l'Antiquité tardive. Seize inscriptions latines y ont été retrouvées dont plusieurs mentionnent la présence d'un détachement de soldats romains dans la première moitié du troisième siècle.

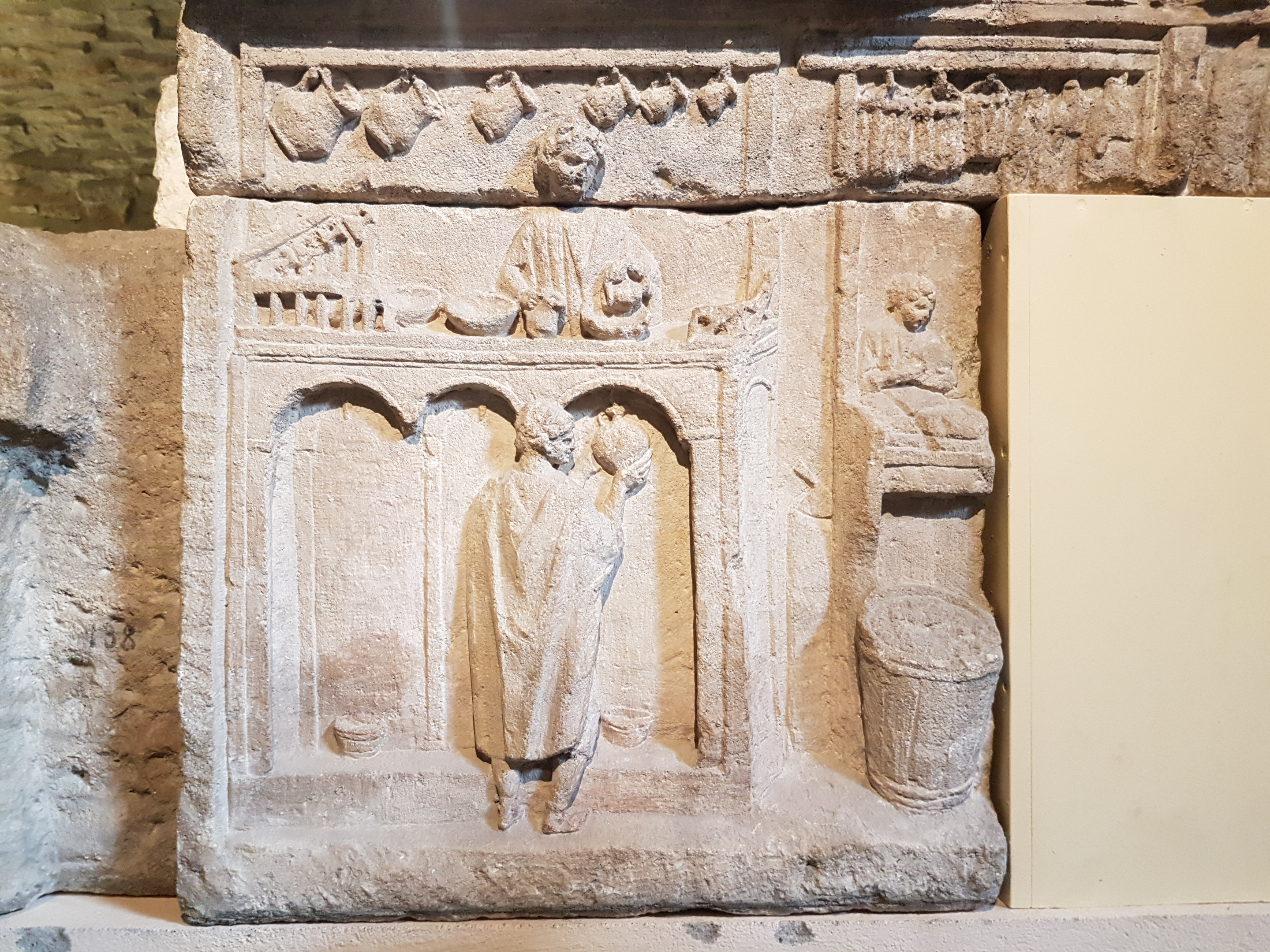
Le monument funéraire au marchand de vin, conservé au musée archéologique de Dijon.

Le « Monument du Marchand de vin », provenant du lieu-dit "Clos-Lieutet" à Til-Châtel et conservé aujourd'hui au musée archéologique de Dijon, indique certainement l'existence d'une élite composée de commerçants. Il témoigne également des rites funéraires des Lingons gallo-romains et de leur commerce du vin,. Le monument funéraire se compose d'au moins quatre blocs et montre plusieurs boutiques dans une rue : celle d'un marchand de vin, à gauche, qui est placé derrière un comptoir et qui verse du vin dans le vase d'un client situé en contrebas ; celle d'un charcutier, à droite, dans laquelle on distingue des boudins et des têtes de porcs suspendus au-dessus d'un enfant à son comptoir.

### Moyen Âge
Les premières fortifications du bourg datent probablement de la fin du XIIe siècle, après que Guy Ier de Til-Châtel obtient l'autorisation du duc Hugues III de Bourgogne de fortifier son château de Til-Châtel ainsi que le bourg avec « des murs en dedans à la hauteur d'une lance sans bailles et sans murs devant, de façon qu'il ne puisse s’étendre au delà » en échange de la promesse de secourir le duc de toutes ses forces contre toutes menaces, à l’exception de la fidélité qu'il doit à l'évêque de Langres.
La famille seigneuriale de Til-Châtel (Tréchâteau, Trichastel) s'allie à celle de Rochefort du Puiset (pour cette famille, voir l'article Hugues IV du Puiset, comte de Bar-sur-Seine par son mariage, fin du XIIe siècle), par le mariage de Guy III de Til avec Isabelle, fille de Gaucher de Rochefort du Puiset, puis se fond dans la maison de Rougemont par un double mariage : ladite Isabelle de Rochefort, veuve, se remarie vers 1306 avec Humbert IV de Rougemont († 1331 ; sa 1re femme, Agnès de Durnes, descendait aussi d'Hugues IV du Puiset), puis leurs enfants respectifs, Jeanne de Til-Châtel (fille de Guy III) et Thiébaud V de Rougemont (fils d'Agnès de Durnes), convolent aussi.
En 1323, le Duc, Eudes IV de Bourgogne, fait injonction au seigneur de Tréchâteau (alias Til-Châtel), de ne plus inquiéter les religieux de l'abbaye de Saint-Martin d'Autun, au sujet du pré sous l'étang d'Avallon.
À la fin du XVe siècle, Catherine de Rougemoint, fille de Thiébaud VI, dame de Rougemont, Trichâtel et Russey, sans postérité, cède la seigneurie à Antoine de Baissey.
En 1618, la dernière des Baissey, sans descendance, laissa la terre de Til-Châtel à son beau-frère utérin Erard du Châtelet, qui la donna à son fils Antoine. Puis le baron Claude du Housset l'acquiert en 1663 ; sa veuve Marie d'Aguesseau, fille d'Antoine d'Aguesseau, la possède en 1685, puis en dote en 1703 sa nièce Catherine d'Aguesseau, mariée à Charles-Marie de Saulx, comte de Tavannes (cf. l'article Antoine d'Aguesseau) : leurs descendants possèdent Til-Châtel jusqu'à la Révolution.

### Carte de Cassini
|  |  |

La carte de Cassini ci-dessus montre qu'au XVIIIe siècle, Til-Châtel, qui s'écrit Thilchatel, est un bourg situé sur la route pavée de Langres. Une abbaye d'hommes est représentée au centre du bourg. A l'est est symbolisé un château en ruines dont le nom est évoqué actuellement par La Rue du Château.

La force motrice de deux moulins à eau Le Fourneau et La Forge, représentés sur La Tille, servait à battre le fer. Les bâtiments du Moulin de la Forge existent encore de nos jours au bout de La Rue de la Forge.

Le mot poste signifie que le bourg possédait un relais de poste qui permettait aux cavaliers ou diligences de disposer de chevaux frais.

An nord, La Maladière était une chapelle aujourd'hui disparue. A côté de cette chapelle, La Justice était un lieu situé à l'extérieur du bourg, qui comportait souvent un gibet, où le seigneur du lieu rendait la justice seigneuriale.

Au sud sont représentées La Chapelle Sainte-Pétronille et La Commanderie de Fontenotte.
En 1801, la commune avait pour nom Mont-sur-Tille. La société d'histoire des pays de Tille a publié un hors-série consacré au village et rédigé par l'historien Michel-Hilaire Clément-Janin (né en1831 à Til-Châtel-† 1885), neveu maternel de Jules et père de Noël.

### Époque contemporaine
Au cours de la période révolutionnaire de la Convention nationale (1792-1795), la commune a porté le nom de Mont-sur-Tille.

### Passé ferroviaire de la commune
|  |  |

De 1882 au 2 mars 1969, la commune a été traversée par la ligne de chemin de fer de Troyes à Gray, qui, venant de la gare d'Is-sur-Tille, s'arrêtait à la gare de Til-Châtel, passait au sud du village, et ensuite se dirigeait vers la gare de Lux.

La gare, dont les bâtiemnts sont encore présents de nos jours, était située à 300 m au sud du village.

L'horaire ci-dessus montre qu'en 1914, 4 trains s'arrêtaient chaque jour à la gare de Til-Châtel dans le sens Troyes-Gray et 4 autres dans l'autre sens.

A une époque où le chemin de fer était le moyen de déplacement le plus pratique, cette ligne connaissait un important trafic de passagers et de marchandises. 

À partir de 1950, avec l'amélioration des routes et le développement du transport automobile, le trafic ferroviaire a périclité et la ligne a été fermée le 2 mars 1969 au trafic voyageurs. Seuls des trains de marchandises emprunteront épisodiquement la ligne jusqu'en 2008 pour assurer la desserte des clients : Dijon Céréales et Ets J Soufflet basés à Lux et Mirebeau-sur-Bèze. Le 31 mars 2016, les rails du PN n° 160 située non loin de l'ancienne gare sont retirés et l'emplacement bétonné, condamnant définitivement l'accès vers Lux. 

## Politique et administration

### Liste des maires
La commune est membre de la Communauté de communes des Vallées de la Tille et de l'Ignon.
| Période                                  | Période   | Identité        | Étiquette | Qualité    |
| ---------------------------------------- | --------- | --------------- | --------- | ---------- |
| vers 1921                                |           | Édouard Hamelin |           | Cordonnier |
| vers 1970                                | vers 1977 | Paul Voisin     |           |            |
| 1992                                     | 1996      | Robert Grégoire |           |            |
| mars 1996                                | en cours  | Alain Gradelet  |           |            |
| Les données manquantes sont à compléter. |           |                 |           |            |

## Démographie
L'évolution du nombre d'habitants est connue à travers les recensements de la population effectués dans la commune depuis 1793. Pour les communes de moins de 10 000 habitants, une enquête de recensement portant sur toute la population est réalisée tous les cinq ans, les populations de référence des années intermédiaires étant quant à elles estimées par interpolation ou extrapolation. Pour la commune, le premier recensement exhaustif entrant dans le cadre du nouveau dispositif a été réalisé en 2008.

En 2022, la commune comptait 1 136 habitants, en évolution de +4,51 % par rapport à 2016 (Côte-d'Or : +0,82 %, France hors Mayotte : +2,11 %).
| 1793 | 1800 | 1806 | 1821 | 1836 | 1841 | 1846 | 1851 | 1856 |
| ---- | ---- | ---- | ---- | ---- | ---- | ---- | ---- | ---- |
| 939  | 901  | 962  | 920  | 990  | 966  | 963  | 999  | 925  |

| 1861 | 1866 | 1872 | 1876 | 1881 | 1886 | 1891 | 1896 | 1901 |
| ---- | ---- | ---- | ---- | ---- | ---- | ---- | ---- | ---- |
| 905  | 838  | 822  | 865  | 906  | 914  | 803  | 776  | 746  |

| 1906 | 1911 | 1921 | 1926 | 1931 | 1936 | 1946 | 1954 | 1962 |
| ---- | ---- | ---- | ---- | ---- | ---- | ---- | ---- | ---- |
| 776  | 786  | 894  | 872  | 911  | 821  | 767  | 740  | 745  |

| 1968 | 1975 | 1982 | 1990 | 1999 | 2006 | 2008 | 2013  | 2018  |
| ---- | ---- | ---- | ---- | ---- | ---- | ---- | ----- | ----- |
| 731  | 735  | 755  | 768  | 819  | 940  | 974  | 1 055 | 1 132 |

| 2022  | - | - | - | - | - | - | - | - |
| ----- | - | - | - | - | - | - | - | - |
| 1 136 | - | - | - | - | - | - | - | - |

## Culture locale et patrimoine

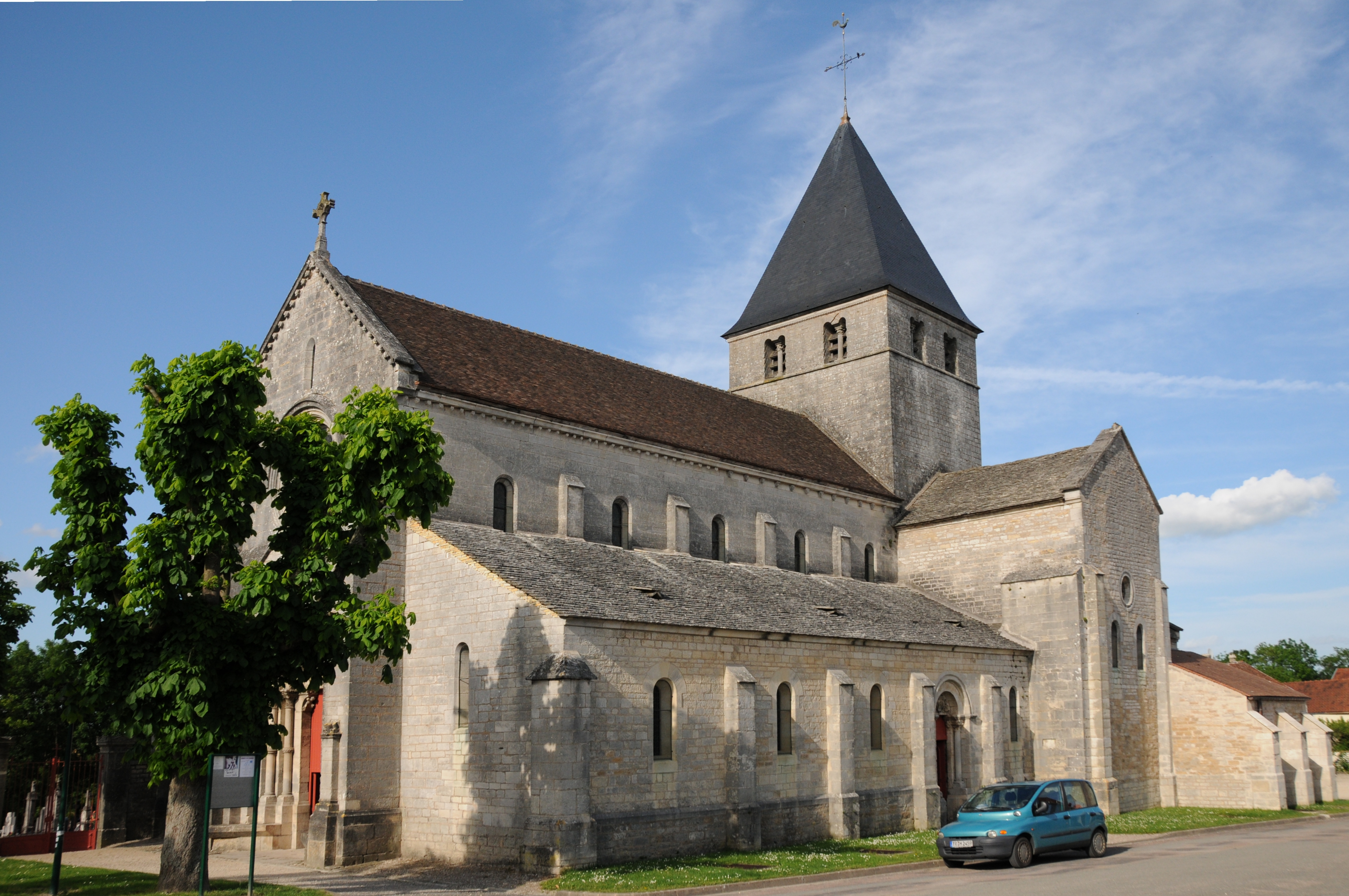
Église Saint-Florent-et-Saint-Honoré de Til-Châtel

### Lieux et monuments
- Église Saint-Florent-et-Saint-Honoré.
- Aérodrome de Til-Châtel, situé en direction d'Orville sur la D 974.
- Commanderie de Fontenotte.

### Personnalités liées à la commune
- Le physicien et botaniste Edme Mariotte (1620-1684) y est né.

### Héraldique
| Blason | Blasonnement : D'or à la clé de gueules posée en pal. |